# Ida Frohnmeyer
Ida Frohnmeyer (* 31. Dezember 1882 in Calicut/Indien; † 29. August 1968 in Basel) war eine deutsch-schweizerische Schriftstellerin.

## Leben
Ida Frohnmeyer war die Tochter des deutsch-schweizerischen Ehepaares Leonhard Johannes Frohnmeyer und Marie Wilhelmine geb. Bührer, das in Indien im Dienst der Basler Mission tätig war. Sie kam 1886 in die Schweiz, wo sie bei Verwandten in Basel aufwuchs. Ab 1893 lebte sie in Calw bei den Eltern Hermann Hesses, mit dem sie eine enge Freundschaft verband. Von 1895 bis 1897 besuchte sie eine Höhere Töchterschule in Cannstatt, und anschließend absolvierte sie in Stuttgart eine Ausbildung zur Kindergärtnerin. Bis 1902 übte sie diesen Beruf in Calw aus; danach war sie drei Jahre lang Erzieherin in Schottland. Nach ihrer Rückkehr lebte sie in Basel, wo sie von 1915 bis 1918 als Lehrerin tätig war. Von 1918 bis 1957 redigierte sie die Familienzeitschrift Die Garbe. Als Mitarbeiterin des Friedrich Reinhardt Verlages war sie mit Tina Truog-Saluz befreundet.
Ida Frohnmeyer war Verfasserin eines literarischen Werks, das Romane und Erzählungen für Kinder und Erwachsene, Gedichte, Theaterstücke und Hörspiele umfasst. Es ist stark von ihrer christlichen Überzeugung geprägt.
Frohnmeyer blieb ledig. Geboren als Deutsche, wurde sie 1933 in Basel eingebürgert.

## Werke

### Autorschaft
- Aus Kinderland, Stuttgart 1912
- Von den Waisen im Kurgland, Basel 1914
- Unsere kleinen Weggenossen, Basel 1917
- Freunde, Basel 1919
- Und die ihr alle meine Brüder seid, Heilbronn 1920
- Aus stillen Gassen, Basel 1921
- Hansi. Die alte Bodenkammer, Stuttgart 1921
- Die Flucht ins Leben, Basel 1925
- Der große Tag. Die Schuld, Basel 1925
- Mutters kleine Marie, Basel 1925
- Sophielie. Nach dem Begräbnis, Basel 1926
- Das Vogelnest. Christels Reise, Basel 1926
- Das Zäpperli. Mein Sandmännchen, Basel 1926
- Kinderland, St. Gallen 1927
- Die Pfarrkinder und ihre seltsamen Gäste, Basel 1927
- Wie der Weihnachtsabend dem Sanitätsrat Siegel nachlief, St. Gallen 1927
- Anneli, Lahr, Baden 1928
- Frau Hasenfratz und ihre Mieter, Basel 1929
- Kleines Hebelspiel, Basel 1929
- Weihnachtsspiel, Basel 1929
- Ameile Ohnesorg. Der Weg des Bruder Bernhardus, Lahr 1930
- Gotte Grety, Basel 1930
- Die schönsten Ferien, Lahr 1930
- Zwei Häuser gegenüber, Basel 1931
- Brigitte und ihre Geschwister, Lahr 1932
- Legenden, Basel 1932
- Seltsame Liebesgeschichten, Basel 1932
- Gedichte, Basel [u. a.] 1933
- Hedy und die andern, Basel 1934
- In der Christnacht, Basel 1934
- Das karierte Tuch, Lahr, Baden 1935
- Das Buchfinkhäuschen, Basel [u. a.] 1936
- Der Gast, Basel 1936
- Annemeili Ohnesorg und andere Geschichten für die Jugend, Basel 1939
- Im Lebensgarten, Basel 1939
- Regula Brodbeck, Basel 1942
- Der Stieglitzbund, Basel 1942
- Der Vetter aus Amerika, Basel 1942
- Um die Weihnachtszeit, Basel 1943
- Der Wolf und die sieben jungen Geißlein, Aarau 1943
- Kinderland, Basel 1944
- Judith, Basel 1945
- Salome brennt durch, Zürich 1945
- Wir reisen durch Indien, Basel 1945 (zusammen mit Paul Wüst)
- Christnacht, Basel 1946
- „Das ewig Licht …“, Basel 1948
- Die Befreiung, Basel 1949
- „Das karierte Tuch“ und „Lisis Reh“, Zürich 1949
- Michael, Basel 1950
- Der Landarzt und seine Frau, Basel 1954
- Mutter und Kind, Basel 1955
- „Es geschah aber zu der Zeit ...“, Basel 1956
- Der heitere Sommer, Basel 1956
- Dorothee, Basel 1958
- Der Mann im Mond und andere Erzählungen, Basel 1960
- Die Magd Elise und andere Geschichten, Basel 1962

### Herausgeberschaft
- Immanuel Friz: Dr. Barnardo, der Vater der „Niemandskinder“, Basel 1949
- Weihnachtserzählungen aus nah und fern, Basel 1949

### Übersetzungen
- Ayadurai Jesudasan Appasamy: Sundar Singh, Basel: F. Reinhardt 1960 (übersetzt zusammen mit Gretha Barth).
- Norman Percy Grubb: Edith Moules, die Mutter der Aussätzigen, Basel: F. Reinhardt 1954.
- Norman Percy Grubb: Jack Harrison, Basel: F. Reinhardt 1952.
- Harmon B. Ramsey: Herr Jones geht nach Bethlehem; Armand L. Currie: Mein Sohn; Opal Menius:  Der leere Becher, Basel: F. Reinhardt 1965.